# عبد اللطيف الخمولي
عبد اللطيف الخمولي (مواليد 27 نوفمبر 1952) ممثل مغربي. شارك في عدة أفلام ومسلسلات مغربية، وتعامل مع مخرجين وممثلين كبار على مستوى الساحة الفنية المغربية شارك في الفيلم السينمائي أكادير إكسبريس كما عمل مع المخرج محمد مفتكر في فيلمه السينمائي جوق العميين.

## أعماله

### أفلام
- 1982: حلاق درب الفقراء
- 1995: آخر طلقة
- 2003: ثمن الرحيل
- 2003: ألف شهر
- 2007: كل ما تريده لولا
- 2007: تمزق
- 2008: خربوشة
- 2009: الرحلة
- 2011: جناح الهوى
- 2011: الوتر الخامس
- 2012: الرشوة
- 2014: أكادير إكسبريس

### مسلسلات
- 2000: دواير الزمان
- 2002: العين والمطفية
- 2007: صيف بلعمان
- 2010: الحراز
- 2012: الغريب
- 2015: حبال الريح
- 2016: القلب المجروح
- 2018: نوارة
- 2019: الدنيا دوارة
- 2021: حديدان وبنت الحراز
- 2022: سلمات أبو البنات الجزء الرابع
- 2023: الصك وغنيمة

## روابط خارجية
- عبد اللطيف الخمولي على موقع IMDb (الإنجليزية)
- عبد اللطيف الخمولي على موقع قاعدة بيانات الأفلام العربية
- عبد اللطيف الخمولي على موقع قاعدة بيانات الفيلم (الإنجليزية)